# Petra Goedings
Petra Goedings (1969) is een Nederlandse filmproducent. Op twintigjarige leeftijd richtte ze, samen met J.P. Luijsterburg, de filmproductiemaatschappij Phanta Vision op.

## Biografie

### Carrière
Sinds de oprichting van Phanta Vision (co-)produceerde Goedings diverse (internationale) speelfilms, waaronder Morlang (2001), Vergeef me (2001), Zwarte Zwanen (2004), Blind (2006) en Great Kills Road (2010). De films werden vertoond op filmfestivals wereldwijd en wonnen verschillende prijzen.
Goedings co-produceerde verder de internationale speelfilms Letter to America (2001), Investigation (2006), Windkracht 10: Koksijde Rescue (2006) en Dossier K. (2009). Momenteel zijn de films &ME en Leve Boerenliefde in productie, die beiden in 2013 zullen verschijnen en allebei door Goedings zijn geproduceerd.
Goedings werd verkozen tot Producer on the move tijdens het Film Festival van Cannes in 2007 en was jurylid tijdens het Nederlands Film Festival 2008. Van 2007 tot 2011 was ze bestuurslid van de NVS. Goedings is verder een van de initiatiefneemsters van het digitale platform Ximon, geeft gastcolleges aan de Nederlandse Film en Televisie Academie en zit tevens in de raad van advies van laatstgenoemde instantie.
Tevens introduceerde zij het Producer Label en is zij een van de initiatiefnemers van FilmOTech.

### Persoonlijk
Haar vader, Pieter Goedings, was exploitant van bioscoop The Movies in Amsterdam. Goedings is getrouwd en woont in Amsterdam.

## Filmografie
Goedings produceerde de volgende films: 

### Speelfilms
- Dikkie Dik 2: Een nieuwe vriend voor Dikkie Dik (2024)
- Dikkie Dik en de verdwenen knuffel (2024)
- Rocco & Sjuul (2023)
- Foodies (2022)
- Circus Noël (2019)
- Leve Boerenliefde (2013)
- &ME (2013)
- Isztambul (2011)
- Great Kills Road (2010)
- Dossier K. (2009)
- Blind (2007)
- Windkracht 10: Koksijde Rescue (2006)
- Het verloren land (2006)
- Razsledvane (2006)
- The Smell of Paradise (2005)
- Allerzielen (2005, segment "Stabat Mater")
- Morlang (2001)
- Letter to Amerika (2001)
- Vergeef me (2001)

### Korte films
- My 9/11 (2006)
- Stilleven (2005)
- Hart van een aap (2004)
- In Whitest Solitude (2003)
- De olifant en de slak (2002)
- The Oath (1996)
- The Bitch Is Back (1995)